# Beït-Gan
Beït-Gan (hébreu : בית גן) est une municipalité agricole de la Basse Galilée.

## Historique
Beït-Gan est fondée en 1903 sur des terres acquises par l'organisation Jewish Colonization Association (יק"א).
Les premiers à s'installer sur les lieux sont des Juifs d'origine russe.
Yitzhak Schrafmann raconte au sujet des premiers jours du village : « Les premiers temps, nous avons aménagé les terres, tout près de Poriya. Nous étions 12 jeunes gens sur les lieux, cernés de sept villages arabes. L'organisation Hashomer était alors à ses débuts, et ne disposait pas encore de suffisamment d'armes et de chevaux. Elle ne se chargea de la garde de notre village que quelque temps plus tard. ».
Beït-Gan est ultérieurement comprise administrativement avec la municipalité de Yavnéel, et les moshavim Mishmar Hashlosha et Smadar.

## Culture locale et patrimoine

### Personnalités liées à Beït-Gan
- Achiam, né en 1916 à Beït-Gan, sculpteur.